# Garutiïta
La garutiïta és un mineral de la classe dels elements natius. Rep el seu nom en honor del professor Giorgio Garuti (1945), de la Universitat de Leoben (Àustria), per les seves contribucions a la comprensió de la mineralogia dels elements del grup del platí.

## Característiques
La garutiïta és un aliatge de fórmula química (Ni,Fe,Ir). És l'anàleg amb níquel de l'hexaferro, l'osmi i el ruteni. Cristal·litza en el sistema hexagonal. Es troba en forma de grans porosos botrioides de fins a 100 micres, fent intercreixements amb altres elements del grup del platí (PGE) i fases intermetàl·liques. Va ser aprovada per l'Associació Mineralògica Internacional com a espècie vàlida l'any 2009.
Segons la classificació de Nickel-Strunz, la garutiïta pertany a «01.AF: Aliatges de PGE-metall» juntament amb els següents minerals: hexaferro, atokita, rustenburgita, zviaguintsevita, taimirita-I, tatianaïta, paolovita, plumbopal·ladinita, estanopal·ladinita, cabriïta, chengdeïta, isoferroplatí, ferroniquelplatí, tetraferroplatí, tulameenita, hongshiïta, skaergaardita, yixunita, damiaoïta, niggliïta, bortnikovita i nielsenita.

## Formació i jaciments
És un mineral probablement d'origen secundari, format a baixes temperatures durant processos post-magmàtics, com la serpentinització i/o la lateritització. Es troba en concentrats de minerals pesants en dipòsits de cromitites podiformes en roques ofiolítiques. Sol trobar-se associada a altres minerals com: hexaferro, cromita férrica, minerals del grup de la clorita, minerals del grup de la serpentina, awaruïta, irarsita, laurita, ruteni natiu, zaccariniïta i altres espècies no identificades. Va ser descoberta a Loma Peguera, a Bonao (Província de Monseñor Nouel, República Dominicana), l'únic indret on se n'ha trobat fins ara.